# Łysa Góra (Varmia y Masuria)
Łysa Góra [pronunciación en polaco: /ˈwɨsa ˈɡura/] (en alemán: Anhaltsberg) es un pueblo en el distrito administrativo de Gmina Pasym, dentro del Distrito de Szczytno, Voivodato de Varmia y Masuria, en el norte de Polonia. Se encuentra aproximadamente 10 kilómetros al este de Pasym, 13 kilómetros al norte de Szczytno, y 32 kilómetros al sudeste de la capital regional, Olsztyn.